# Росіяни в Україні

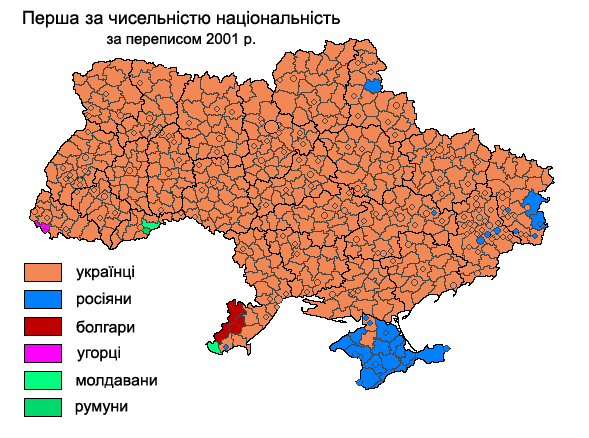
Найчисельніша національність в містах та районах України за переписом 2001 року

Українські росіяни, росіяни в Україні (рос. украинские русские, русские в Украине) — найбільша національна меншина в Україні та у Європі і найбільша російська діаспора у світі (2007).

## Історія

### XIV століття— перша половина XVII століття

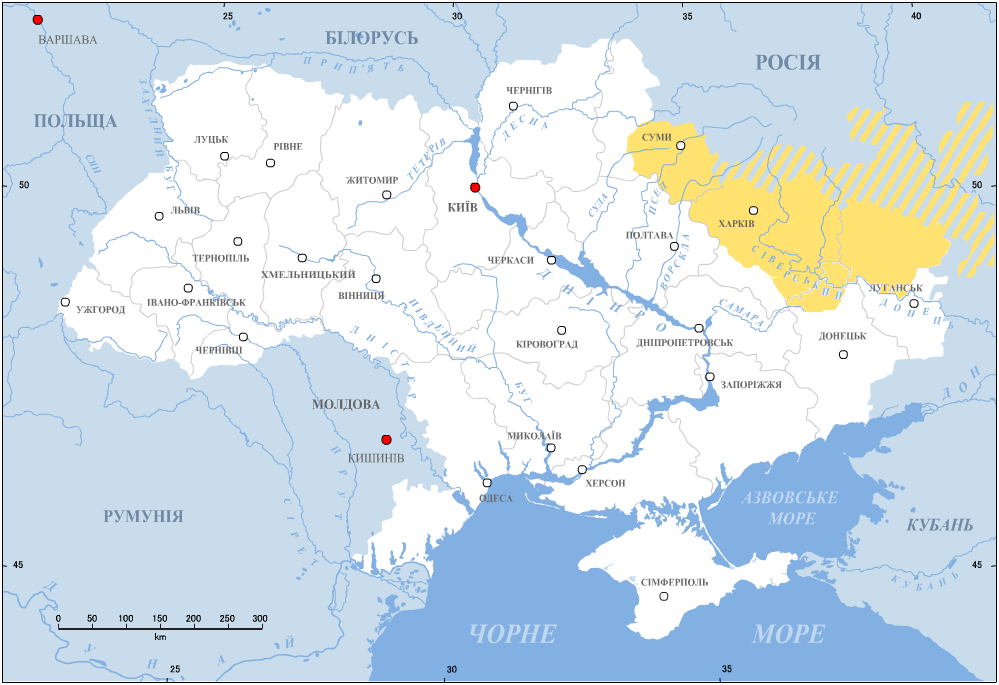
Слобожанщина

Від XIV до половини XVII ст. чисельність московитів, — майбутніх росіян — на території теперішньої України була незначною. Здебільшого в Україні перебували тимчасово лише урядові або духовні особи та московські купці (гості), що жили іноді по кілька місяців у житлових приміщеннях при торговельних коморах Києва, Чернігова, Луцька та інших міст України.
Від середини XVI ст. почалася колонізація вільних земель Слобожанщини, у якій брали участь також московські переселенці. Це заселення відбувалося під охороною московських військових укріплень.
Одночасно із переселенням українських і білоруських князів, бояр та їхніх слуг на московські землі відбувалося переселення московських князів та бояр на українську територію. За царювання Івана Грозного до Великого князівства Литовського, зокрема в Україну, емігрували князі Пронський, Курбський та ін. Вони ставали на службу до Великого князя Литовського, що наділяв їх маєтками.
До України та Білорусі тікали із Московщини від переслідувань московського уряду й церкви деякі церковні діячі, зокрема ті, що виступали проти офіційного вчення Московської Церкви і за що їх вважали єретиками. Живучи на українських і білоруських землях, вони (наприклад, Феодосій Косой, Васіян, колишній учень Максима Грека Артемій та ін.) були проповідниками нового релігійного вчення, яке не визнавало храмів, ікон, обрядів. Втікачем був також московський друкар Іван Федоров. Його переслідували московське духовенство і переписувачі книг, тож він залишив 1566 року Москву і переїхав на литовські землі, а згодом до Львова й Острога, де став засновником друкарства в Україні і змінив своє прізвище на І. Федорович.
Перебування Чернігово-Сіверщини у складі Московської держави у 16 — на початку 17 ст. сприяло появі тут російських поміщиків та іншої московської людності. Серед місцевих «дітей боярських» знаходимо також росіян, нащадки яких залишилися тут і після того, як землі за Поляновським миром 1634 року перейшли до Польсько-Литовської держави, а потім увійшли до складу Козацько-Гетьманської держави. Згодом, після так званої Смути, до них приєдналися різні московські емігранти, які дістали від королів Жигмонта III і Володислава IV маєтки на Сіверщині: Климови, Льовшіни, Грязнови, Салтикови та ін.; вони частково зберегли свої маєтки і після Хмельниччини, а дехто з них поріднився із українською шляхтою та козацькою старшиною та розчинилися в українській масі.
Певна кількість росіян, здебільшого втікачів, перебувала в козацькому війську XVI—XVII ст. Окремі росіяни, серед них письменники, митці та ремісники, жили по українських монастирях, зокрема в Києві. Ченцем Києво-Межигірського монастиря був Йоаким Савелов, що згодом став московським патріархом (від 1674).
Починаючи від 1640-х років, до України прибували щоби вчитися в Києво-Могилянській Колегії деякі росіяни, із поміж них І. Озеров і П. Зєркальников, московський купець, що за дорученням Ф. Ртищева спровадив до Москви Є. Славинецького, А. Сатановського й ін. київських учених. У 1680-х роках у Київському Колеґіумі навчалися Каріон Істомін, згодом начальник московського «Печатного двора», та Канон Зотов, згодом мореплавець. У Києві навчалися також діти російської знаті, що служила в Україні, серед інших сини князя Ромодановського, боярина П. Шеремєтєва та ін.

### Друга половина XVII століття— XVIII століття
Ширші можливості для російської колонізації в Україні відкрилися після Переяславської угоди 1654 року. Початком її була поява московських воєвод і військових залог у Києві та деяких інших українських містах. Встановлена початково на 2 000 піхоти київська залога була незабаром (1661 року) збільшена до 5 000. Осередком її була новозбудована фортеця у Старому Києві, навколо якої були розселені московські стрільці й рейтари; з ними жили і їхні родини.
Окрім того, тут були різні адміністративні службовці (воєводи, дяки тощо), а також ремісники та купці, в торговельну діяльність яких включилися активно московські стрільці в Києві, створюючи різними торговельними операціями досить важку конкуренцію для київського українського купецтва та міщанства. За «Московськими статтями» 1665 гетьмана І. Брюховецького, московські залоги, кількість яких була збільшена до 11 600 війська, мали перебувати у Києві, Чернігові, Переяславі, Ніжині, Новгороді-Сіверському, Прилуках, Полтаві та в деяких інших містах України. За гетьмана Мазепи в гетьманській столиці Батурині стояли постійно спочатку один, а потім три стрілецькі полки, нібито «для охорони гетьмана». Війни з Османською імперією (до 1700) і Швецією (Північна війна 1700 —1721 pp.) і пов'язане з цим будівництво Печерської фортеці в Києві 1706 стягли на територію України чималі московські військові сили, а Полтавська поразка 1709 року спричинилася до постійного перебування значних московських військ (до 10 полків) у Гетьманщині.
Вони, як і діяльність першої Малоросійської Колегії з великим штабом московських урядовців, призводили до все більшого втручання московського уряду у внутрішні справи України. Російські губернатори у Києві, резиденти при гетьмані у новій столиці Гетьманщини Глухові, обер-коменданти в Києві й коменданти в полкових містах, з чималою кількістю різних урядовців-росіян — все це сприяло збільшенню російського елементу в Україні і зростанню його впливу.
У першій половині XVIII ст. серед інших росіян, які вчилися в Києві, був російський лікар К. Щепін з Вятки.
Від часів Петра І почалося поширення російського землеволодіння в Гетьманщині й Слобожанщині. Конфісковані маєтки мазепинської старшини, і емігрантів переходили здебільшого до російських високих достойників (кн. О. Меншиков та ін.), які часто переводили до них своїх російських кріпаків, зокрема для праці на створених тут мануфактурах (Почепівська й Шептаківська полотняні фабрики).
Накинуті рос. урядом гетьманові Д. Апостолові 1728 «Рішительні пункти» дозволяли Росії купувати землі в Україні. Обмеження й заборона зовнішньої торгівлі Гетьманщини з Західною Європою і підпорядкування її контролеві російського уряду й купецтва сприяли поселенню в Україні, зокрема в Києві та в більших містах Гетьманщини, купців з Росії та їх прикажчиків (у Києві, 1742 жило вже 120 російських купців). Передача Україною відкупів, зокрема індуктів, російському купецтву (наприклад, віддання індукти севським купцям Шереметцовим) ще більш посилила просякання російського елементу в Україну.
Окрему групу російської масової колонізації до України становили так звані розкольники (старообрядці), які, уникаючи репресій з боку Російської Церкви та уряду, тікали в Україну, де утворили низку так званих «розкольничих» слобід на території Стародубського й Чернігівського полків. Цей рух (розпочався за гетьмана Д. Многогрішного й посилився в часи Мазепи і Скоропадського). Не зважаючи на протести укр. дідичів і гетьманського уряду, рос. уряд не тільки не перешкоджав цим втікачам, а, навпаки, легалізував їх становище в Україні, передаючи в їхнє володіння землі, які вони колись одержали й заселили з дозволу дідичів та місц. адміністрації. Тим самим на півн. Гетьманщині виникли постійні рос. колонії, які, поруч з госп. (пром.) розвитком цієї території (Клинці), значно змінили її етнічний склад і характер, що великою мірою визначило долю північної Чернігівщини і сприяло відокремленню її від УРСР.
Див. також Російська мова в Україні.
Окремою, вкінці, категорією російської людності, яка переходила до України впродовж XVIII ст., були різного роду втікачі: кріпаки, військові дезертири тощо, які уникали поміщицького або урядового визиску й сподівалися хоч тимчасово знайти собі волю і захист на території Гетьманської держави, на Землях Війська Запорозького Низового, на Слобожанщині, навіть в Правобережній Україні. Частина з них змушена була повертатися назад, але чимало залишалося в Україні, зокрема на Півдні, де запорізький уряд, а згодом рос. адміністрація та місцеві дідичі, зацікавлені в скорішому заселенні цих земель, укривали втікачів і нерадо повертали їх на старі місця. Також численні рос. поміщики переводили до одержаних на південній Україні за Катерини II маєтків своїх кріпаків з метою скорішого заселення новопридбаних земель.
Число росіян на українських землях у XVIII ст. невідоме. Фрагментарні дані виявляють, що воно було невелике, найбільше в так званій «Новоросії». Так, наприклад, в 1763—1764 нароках території майбутньої Херсонської губернії, у тодішній Єлисаветградській провінції, жило 4.273 росіян 20.505 українців (1782 — 5.851 і 57.302), у Бахмутській — 3.891 і 12.177 (1782-го вже 12.837 і 57.302).

### XIX століття— початок XX століття (до 1917)
Після поділів Польщі (I-1772, II-1793 і III-1795), а ще більше після невдалого польського повстання 1830—1831 деяке число росіян наплинуло на Правобережжя, на якому їх досі (за винятком Києва) майже не було. Це були чиновники й військові, значно менше купців, ремісників і дрібних заробітчан, натомість дуже мало селян. Після другого польського повстання 1863 — 64 частину земель, сконфіскованих у польських поміщиків, російський уряд віддав росіянам.
Росіяни постійно напливали в слабозаселену південну Україну, як до міст, так і до сіл (селяни поміщицькі, державні, військові поселенці, але найбільше як вільні поселенці). Деякі з них згодом були асимільовані українським населенням, збільшеним унаслідок міграційної хвилі з Лівобережної України, Слобожанщини та Правобережної України; але там, де росіяни становили більші масиви, вони зберегли свою національність. Це тим більше, що після скасування панщини російські селяни й далі, хоч і в невеликому числі, поселювалися на півдні України.
Ліквідація Козацько-Гетьманської держави і Запоріжжя та поширення в Україні російської адміністративно-судової системи, почавши з останньої чверті XVIII ст., відкрили ширший шлях для переселення російської людності в Україну. На українські землі посунули різного роду службовці російського походження, військовики різних рангів, російські поміщики (головно із сусідніх з Україною повітів Росії), купці, дрібні торгівці, ремісники-заробітчани тощо. Лівобережно-українські міста на деякий час втратили своє право самоврядування (магдебурзькі привілеї) й разом з тим мусили поступитися російським зайдам, які все більше почали прибирати до своїх рук міське господарство й суспільне життя, міське самоуправління тощо. Захопивши міцні позиції в торговельному житті Лівобережної і Південної України (за винятком великих портових міст, зокрема Одеси), російське купецтво вже в першій половині 19 ст. посіло також чимале місце у промисловості цілої України.
За даними 1832 року, в українській капіталістичній промисловості росіяни посідали перше місце (44,6 %; українці мали 28,7 %), при чому в групі купецтва вони мали абсолютну більшість (52,6 % проти 22,2 % українців), особливо виразну у вищих ґільдіях (наприклад, у II ґільдії росіяни мали 76,9 %, а українці лише 15,4 %). Натомість у групі міщанства росіяни мали лише 35,5 % (українці — 31,4 %). Ця перевага російського елементу в торгово-промисловому житті України (крім Правобережжя, без Києва, де чималі впливи мали поляки й євреї), в умовах капіталістичного розвитку країни, надавала більшим українським містам 19 ст. все більше російського характеру.
Приплив росіян в Україну збільшився з 1880-х рр., коли воїни почали напливати (в основному з перенаселених центральних чорноземних губерній) до новопосталих потужних центрів важкої промисловості на Донбасі і в Дніпровському промисловому районі (деякою мірою також до Харкова). У 1897 році росіяни становили вже 68 % робітників у великій промисловості Катеринославської губернії. Чималої росіян напливало в Україну на сезонні заробітки.
У світлі перепису 1897 (даних про кількість росіян в Україні до того часу нема) на українській суцільній етнографічній території жило 3,8 млн росіян на 27,8 млн всього населення, тобто вони становили 11,7 % (у дійсності число росіян було менше, бо воно в переписі перебільшене). Тому що на українських землях в Австро-Угорщині росіян майже не було (ледве 3 000 старовірів, т. зв. липован на Буковині), то їх відсоток на українських землях у Російській Імперії становив 13,1 % всього населення. На території 9 українських губерній їх було 2,4 млн (10,4 % всіх), на території УРСР в межах з 1938 — 2,1 млн (10,0 % всіх), у сучасних межах 2,8 млн (10,5 % всіх).
Високий відсоток росіян у містах — 42,3 % від їхньої загальної кількості (частка від всієї чисельності українців у містах мешкало — 5,4 %, усе міське населення України становило 12,6 % загальної чисельності населення), 57,7 % у селах. Серед міської людності росіяни становили 33,7 % (українці — 32,5 %), у місті з понад 100 000 меш. навіть 53,4 % (українці — 12,6 %), натомість серед сільської людності ледве 6,7 % (українці — 83,0 %; числа стосуються лише території, яка входила 1938 до складу УРСР). Найбільші міські скупчення росіян такі: Одеса, Київ, Миколаїв, Катеринослав, Херсон і значно менші: Житомир, Полтава тощо.
Всі дані за переписом 1897 наведені далі у таблиці.
| Місто        | тисяч | відсоток |
| ------------ | ----- | -------- |
| Одеса        | 198,2 | 48,2 %   |
| Київ         | 134,3 | 54,4 %   |
| Харків       | 109,9 | 63,0 %   |
| Миколаїв     | 61,0  | 66,3 %   |
| Катеринослав | 47,1  | 41,8 %   |
| Херсон       | 27,9  | 47,9 %   |
| Полтава      | 11,0  | 20,6 %   |

Географічне розміщення росіян було нерівномірне. Вони були нечисленні в давно заселеній смузі Лісостепу (за винятком Слобожанщини) і північної України, разом бл. 0,6 млн (або 3 % всього населення), у тому ч. 134 000 у Києві. Більший відсоток росіян становили в пізніше заселених краях, як на півдні Україні, де їх було 1,2 млн (у тому ч. в Одесі 198 000) та на Кубані (без сх. її частини) — 340 000 (34 %); 1 млн росіян жило на Слобожанщині (у тому ч. 100 000 у Харкові), частково спільно колонізованій з українцями. Докладніше див. карту.
За своїм соціальним окладом росіяни в Україні були в усіх суспільних класах і прошарках населення. Найчисленнішою, особливо по містах, була верства чиновників — службовців усякого роду цивільних і військових установ. Дуже сильною, поза купецтвом і промисловцями, була верства російських землевласників (поміщиків), наділюваних земельною власністю в Україні, поміж ними колишніх офіцерів. Чимало росіян було в інтелігентських колах, зокрема серед професури і учительства вищих і середніх шкіл, а також поміж духовенством, здебільше у містах. Безустанно збільшувалася кількість не лише сезонних, але й постійних російських робітників, сприяючи дальшій русифікації більших індустріальних осередків в Україні. Окремими поселеннями в Україні жили російські селяни, спроваджувані рос. поміщиками або поселені російським урядом і ті, що вільно поселялися.
Сільське російське населення жило, як правило, в окремих селах або в частинах сіл, лише рідко всуміш з українцями. Російські села відрізнялися своїм виглядом від українських (інша будова хат, мало садів). Російський селянин відрізнявся також своїм побутом; його взаємини з українським селянином були стримані, мішаних російсько-українських подружь було мало. Цілком відокремленим життям жили російські старовіри (як від українців, так і від інших росіян); вони становили близько ⅓ загалу російських селян.
У своєму наставленні до України й українців загал росіян в Україні стояв на позиціях імперської політики, допомагаючи російському урядові здійснювати його централістичні й русифікаційні настанови. Живучи в Україні, росіяни вважали її за органічну частину єдиної російської держави, український народ трактували, як російське плем'я, його мову — за російський діалект і його культуру за варіант російської культури. Хоч дехто з них, любив українську природу, фольклор, літературу, мову і шанували українське минуле (козаччину).
Але навіть прихильники революційно-інтернаціональних ідей серед росіян в Україні уявляли собі їх здійснення у всеросійському масштабі, а українське прагнення за збереження своєї національності й розвиток української мови вважали за вузький, а то й шкідливий для вселюдських ідей партикуляризм. Так, російські учасники декабристського руху в Україні (див. Декабристи) відстоювали (за малими винятками) погляд, що всі народи, які входили до складу тодішньої Росії, мають стати російською нацією, тобто «русскими».
Здебільшого байдуже, або й негативно до українського питання ставилися прихильники й учасники «Народної Волі» (див. Народництво) та ліберально-конституційних рухів в Україні. Централістичні позиції обстоювали також члени російських партій, що діяли в Україні — Конституційно-Демократичної, Російської Соціал-Демократичної Робітничої й соціал-революціонерів. Цілком негативним було наставлення до українства й українців російських правих партій та організацій, що діяли в Україні («праві», «російські націоналісти», «Союз русского народа» тощо).
Нівеляційні щодо українства тенденції й настанови серед загалу росіян в Україні зміцнювалися під тиском російської адміністрації і за допомогою цілком зрусифікованого шкільництва, Православної Церкви і російської преси, не тільки видаваної урядовими чинниками, але й приватними особами.
Поряд з зростанням числа росіян в Україні, збільшилася також їх питома вага не лише в державно-адміністративному і соціально-економічному житті України, але й у розвитку її науки й культури. Зокрема визначна була участь росіян в науково-академічному житті України; чимало професорів високих шкіл були російського походження. Деякі з них зробили значний вклад в українську науку: історики В. Іконніков, С. Голубев, історики літератури М. Петров, В. Перетц, філософ О. Гіляров, археолог М. Ростовцев, хімік С. Реформатський, фізик Й. Косоногов, математик М. Крилов, ботаніки С. Навашин, О. Фомін, зоолог О. Сєверцов, геолог М. Андрусов, хірург Олексій Кримов, офтальмолог В. Філатов та багато інших. З Україною були пов'язані походженням, працею і творчістю рос. письм.: К. Рилєєв, граф. О. К. Толстой, О. Жемчужніков, М. Некрасов, М. Лєсков, В. Гаршин, А. Чехов, С. Надсон, І. Бунін, К. Треньов, М. Арцибашев; мистці Л. Жемчужніков, М. Врубель, Г. М'ясоєдов, В. Васнецов, М. Нестеров та ін.
На початку 20 століття російський православний священник Георгій Булишев здійснив етнографічні дослідження українського побуту. Результати були наведені в книзі «Український народ у своїх легендах, релігійних поглядах та віруваннях». В цій праці можна знайти оцінку росіян українцями та навпаки; розповідь про ці відносини, стосується переважно Слобожанщини:
|  | Українці, за звичаєм, називають росіян "москалями", "лапотниками", "кацапами" і ставляться до них недовірливо, навіть з якимось насміхом, вважаючи їх жадібними, брутальними, нещирими, хитрими, ледачими і мстивими. Народ уникає мати будь-яку справу з "москалем", не кажучи вже про те, щоб наймати його налужу. "Москаль", — каже він, — неодмінно обдурить, або ж доведеться з ним сваритись через його лінощі і лукавство, і тоді він накоїть тобі такого, що весь вік жалкуватимеш" |

Хоча зустрічна оцінка була не краща:
|  | "Москалі" вважають "хохлів" брутальними, впертими і недоумкуватими. |

### XX століття (після 1917)

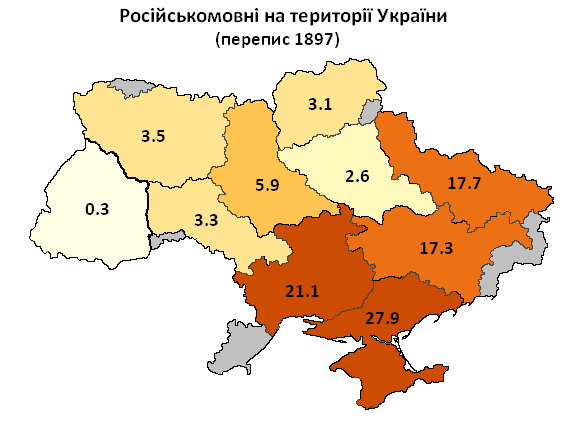
Розселення російськомовного населення за переписом 1897/1900 рр.

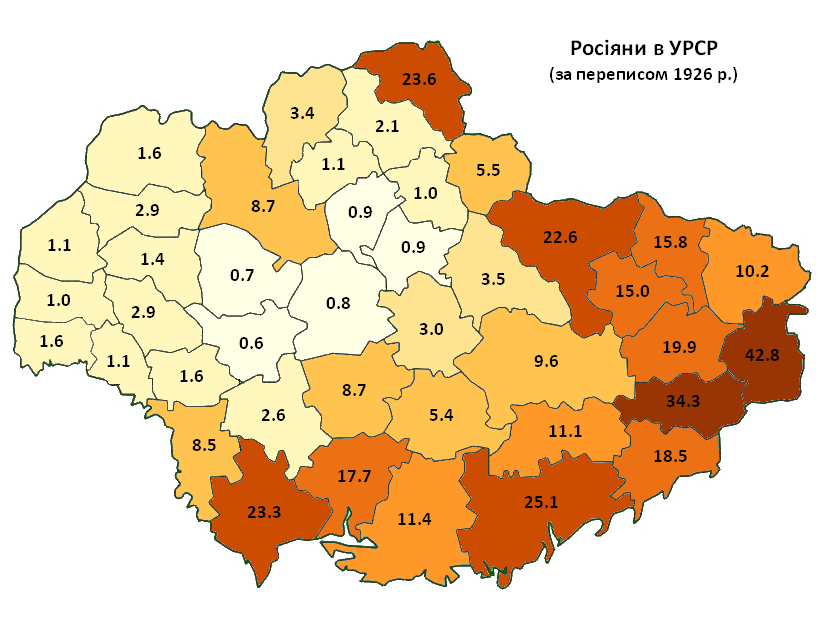
Розселення росіян в УРСР за переписом 1926 р.

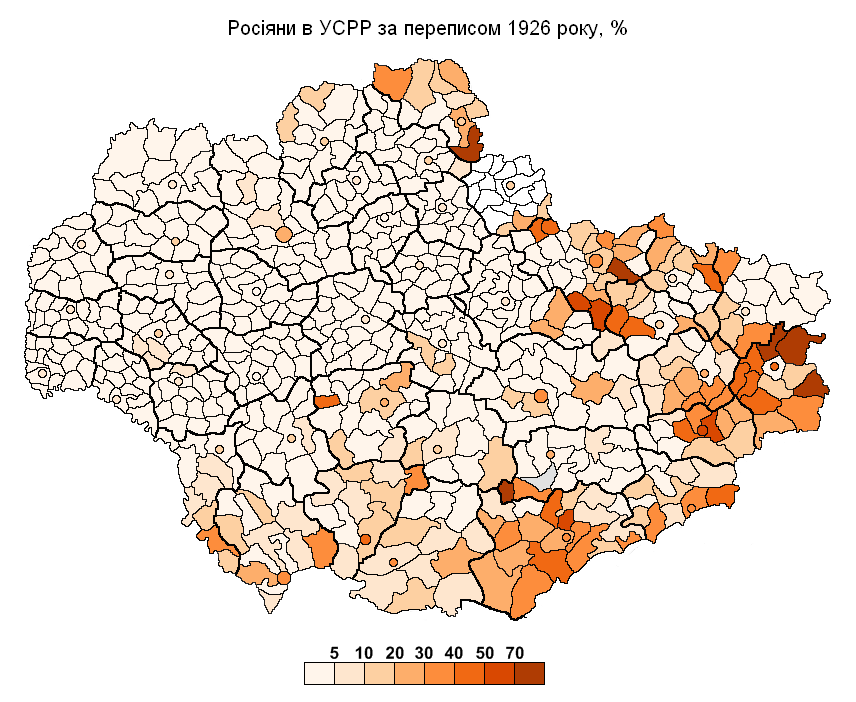
Розселення росіян в УРСР за переписом 1926 р.

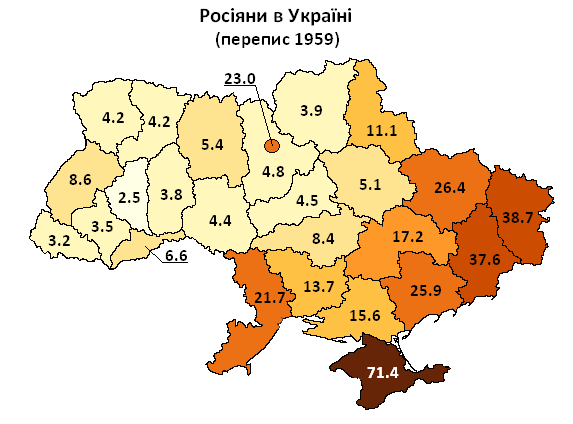
Розселення росіян в УРСР за переписом 1959 р.

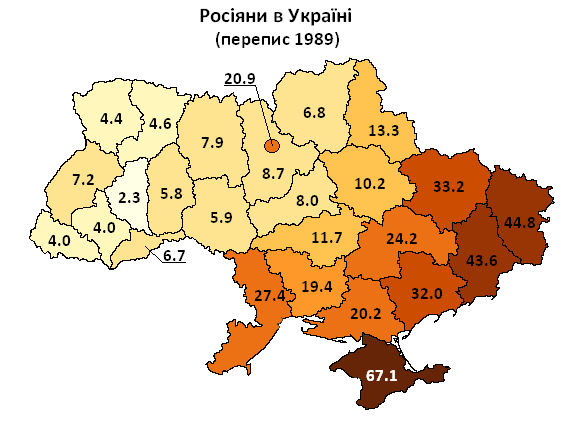
Розселення росіян в УРСР за переписом 1989 р.

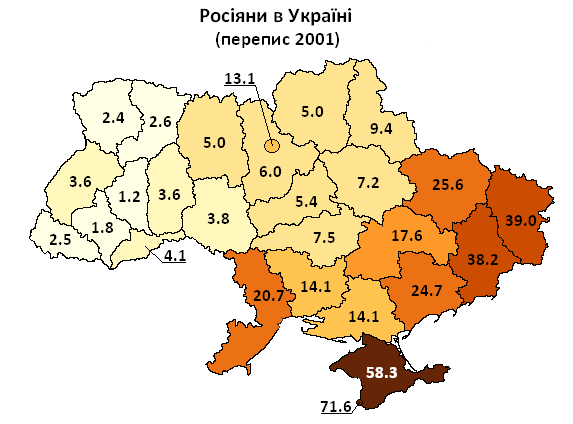
Розселення росіян в Україні за переписом 2001 р.

#### 1917—1918 роки
До організації українських націоналістичних сил після Березневої революції, заходів Української Центральної Ради й українських домагань автономії для України загал росіян в Україні та їхні політичні партії (кадети, меншовики, есери, більшовики) поставилися негативно.
Вони також впливали на Тимчасовий уряд у Петрограді в напрямі, ворожому до українських домагань. Напередодні Українського Національного Конгресу (17 квітня 1917) голова Київської Ради Російських депутатів П. Незлобін заявив, що домагання автономії України — це «удар у спину революції» і на це домагання «демократія відповість багнетами». Негативна була настанова до укр. нац.-держ. відродження загалу рос. інтелігенції, службовців, впливових пресових органів («Киевлянин» і «Киевская Мысль») тощо.
Проголошення І Універсалу (23 червня 1917) і створення Генерального Секретаріату росіяни в Україні прийняли як узурпацію влади. Коли ж українська влада стала дійсністю, вони змінили свій погляд і радили Тимчасовому урядові якось порозумітися з Українською Центральною Радою.
Після II Універсалу і порозуміння між Центральною Радою і російським Тимчасовим урядом (липень 1917) про включення до УЦР і Генерального Секретаріату представників нацменшостей, до Центральної Ради увійшли 54 російських депутати: 20 есерів, 20 меншовиків, 10 кадетів, 4 нар. соціалісти.
У Малій Раді російські партії мали 8 депутатів: три меншовики (М. Балабанов і українці — К. Кононенко й Д. Чижевський), 4 есери (О. Зарубін, О. Сараджіев, І. Скловський, К. Сухових) і один кадет (С. Крупнов). Деякий час у Центр. Раді засідали також представники більшовиків (Ю. П'ятаков, В. Затонський), але 8. 11, 1917 вийшли Із неї. У Генеральному Секретаріаті були 2 представники російських партій: генеральні секретарі пошти і телеграфу О. Зарубін і для російських справ — Д. Одинець (російський народний соціаліст).
При голосуванні проголошення УНР в Малій Раді (III Універсал 20 листопада 1917) утрималися: 1 меншовик і 2 есери, а представник кадетів вийшов з Малої Ради. Проти проголошення самостійности України (IV Універсал) голосували, за ухвалою партії, всі меншовики, натомість російські есери утрималися. Одинець лишився міністром для російських справ в українському уряді й після IV Універсалу.
Від самого початку їх влади в Росії більшовики в Україні (серед них переважали росіяни) виступали проти її самостійности. На наказ з Москви, вони 29 січня 1918 року започаткували повстання проти української влади в Києві, яке незабаром було придушене. У створеному більшовиками, на противагу до Центральної Ради й її Генсекретаріату, радянському урядові в Харкові, так званому Народному Секретаріаті, більшість становили росіяни і зрусифіковані українці.
До Гетьманату (квітень-грудень 1918) росіяни правих і центристських течій поставилися позитивно. Вони входили до уряду (в останньому уряді С. Гербеля навіть становили більшість) і мали великий вплив у державному апараті й армії. У травні 1918 постав «Русский Союз», що мав на меті об'єднати росіян в Україні для оборони й розвитку російської культури і школи (у дійсності мав антиукраїнський характер); знову діяли праві і крайньоправі російські організації.
Кількість росіян в Україні збільшилася коштом утікачів з-під влади більшовиків у Росії. Російські офіцери творили в Україні базу для Добровольчої армії Денікіна. Ці російські елементи відплинули з України після переходу влади в руки Директорії, за якої росіяни до українського уряду вже не входили.
Назагал у визвольних змаганнях України з Росією більшість росіян, що жили в Україні, опинилась на боці більшовиків (пролетаріат) або Денікіна (переважна частина інтелігенції й буржуазія); російське селянство було переважно нейтральне.

#### 1920—1932 роки
Окупація України більшовиками не спричинила спершу ґрунтовних змін у національних відносинах в Україні. Серед більшості росіян в Україні, головне в державному, адміністративному й партійному апараті, переважало переконання, що змінилася тільки форма політичної влади і що Росія має залишитися неподільною і їй і далі належатиме необмежене право панування над українцями й іншими народами совітської імперії. У панівній, українській за назвою частині РКП(б) — КП(б)У кількісно переважали росіяни (53,6 % у 1922) або інші національні елементи (євреї, балтійці тощо).
Зміни числа росіян в Україні в добу революції і за перші роки радянської влади докладніше не є відомі. Чимало росіян з упривілейованих за царату прошарків емігрувало за кордони СРСР (разом з тим в Україну наплинула значна кількість комуністів із Росії), занепад міст і промисловості спричинив ослаблення російського елементу в містах, але приплив росіян на Донбас тривав далі (1921-23 — 16 000, 1924-25 — 64 000 осіб). Докладні дані про кількість росіян, їх розміщення та демографічну характеристику дає совітський перепис 1926, зокрема для УСРР.
За цим переписом, на українській суцільній території в СРСР жило 4,2 млн росіян (12,1 % всього населення; 1897 — 13,1 %), на території УСРР у межах з 1938 — 2,7 млн (9,2 %); незначне число росіян жило у Західній Україні (бл. 60 000) та в Бессарабії (бл. 60 000).
Великий відсоток росіян жили у містах: в УСРР — 50,4 % від усього їх числа (1897 — 42,3 %), на всіх українських етнічних землях в СРСР 40,5 % (українців — 10,2 %). Серед міської людности УСРР росіяни становили 25,1 % (українці — 47,4), серед сільського — і 5,6 % (українці — 87,6). Докладніше див. карту.
Як 1897, так і 1926 року найчисленнішими міськими скупченнями росіян були (у тис., у дужках — у % до всього населення): Одеса — 162,8 (38,7), Харків — 154,4 (37,0), Київ — 125,5 (24,4), Дніпропетровське — 73,4 (31,5), Сталіне — 59,9 (56,25), Миколаїв — 46,7 (37,0), Луганське — 31,3 (43,5); на Кубані Краснодар — 83,4 (51,3). Назагал найбільший відсоток росіяни становили у великих містах: у містах з населенням понад 100000 — 33,3 %, 50-100 — 20,1 %, У менших — 12,2 %.
Порівняно з 1897 відсоток росіян в УСРР начебто зменшився від 10,0 до 9,2 % (на селах від 6,7 до 5,7 %, у містах від 33,7 до 25,1 %); фактично зменшення числа росіян було менше, бо перепис 1897 дещо перебільшив їх кількість.
Розміщення росіян 1926 року було таке, як і 1897. Їх майже не було у Західній Україні, мінімальний відсоток (2 %, винятково до 5 %) вони становили в основному масиві України (єдине більше скупчення Київ); більший відсоток на чотирьох територіях: в Слобожанщині — бл. 25 % (зокрема в українській частинах Курщини — 46 % і Вороніжчини — 30 % та в Харківщині), у південній Україні, де росіяни скупчилися переважно в приморських частинах, зокрема у містах (серед сільського населення їх було найбільше в колишній Мелітопільській окрузі — 24 %), на Донбасі (зокрема в колишній Луганській — 42,7 % і в українській частині колишньої Шахтинсько-Донецької 37 % округи) та на Кубані −33,5 % (особливо у її східній частині). Докладніше див. карти й таблицю, на якій подано кількість росіян за поодинокими краями на українській суцільній території в УСРР у тис. і у % всього населення:
| Краї                     | Всього у 1 000 | у %  | міста у 1 000 | у %  | села у 1000 | у %  |
| ------------------------ | -------------- | ---- | ------------- | ---- | ----------- | ---- |
| УРСР                     | 2 677          | 9,2  | 1344          | 25,1 | 1333        | 5,6  |
| Правобережжя             | 258            | 2,9  | 192           | 11,9 | 66          | 0,8  |
| Лівобережжя              | 245            | 4,3  | 78            | 13,4 | 167         | 3,2  |
| Півд. Слобожанщина       | 523            | 16,9 | 190           | 27,2 | 333         | 13,9 |
| Степ                     | 798            | 14,3 | 351           | 33,1 | 447         | 9,1  |
| Дніпровський пром. район | 214            | 8,9  | 117           | 25,1 | 97          | 5,0  |
| Донбас                   | 639            | 31,4 | 416           | 48,9 | 223         | 18,8 |
| РСФСР                    | 1 538          | 30,3 | 362           | 65,2 | 1 176       | 25,7 |
| Курщина й Вороніжчина    | 779            | 35,4 | 32            | 49,2 | 747         | 35,0 |
| Донщина                  | 160            | 20,6 | 96            | 74,6 | 64          | 9,9  |
| Західне Передкавказзя    | 599            | 28,4 | 234           | 65,0 | 365         | 21,0 |
| Разом                    | 4215           | 12,1 | 1706          | 28,8 | 2509        | 8,9  |

Приналежність до російської національності та російської мови не покривалася, як видно з табл. (у тис. і — у дужках — у % всього населення):
|                                     | Все населення | міське       | сільське    |
| ----------------------------------- | ------------- | ------------ | ----------- |
| Росіяни за національністю           | 2 677 (9,2)   | 1344 (25,1)  | 1333 (5,6)  |
| Особи, що вважають рос. мову рідною | 4 426 (15,2)  | 2 390 (44,5) | 2 036 (8,6) |

Російську мову вважали за рідну 2 627 000 росіян (98,1 % усіх), 1289000 українців (5,5 % усіх), 356 000 євреїв (22,6 всіх) та 154 000 ін. Процес мовної русифікації охопив насамперед українську людність у містах, де 24,4 % вважало російську мову рідною (у селах ледве 3,2 %). З іншого боку, ледве 1,4 % росіян вважало українську мову рідною (навіть у селах ледве 1,8 %).
Демографічні прикмети російського і українського населення в УРСР були досить різні. Відмінною була статева й вікова будова обох народів. 1926 на 100 чоловіків припадало жінок: серед українців — 106,1, серед Р, — 100,2, тобто статева будова росіян була корисніша — серед них не було надміру жінок, бо росіяни зазнали за війни менших втрат, ніж українці, а в Україну постійно припливали Р. — переважно чоловіки у силі віку. Тому серед росіяни дорослі працездатні особи у віці 20 — 59 років становили 51,2 % (серед українців 43,1 %), серед усього населення 45,3 %, натомість менший відсоток становили діти й підлітки — 43,4 % (50,6 і 49,0 %) та старілі віком — 5,4 % (6,3 і 5,7 %).
Ще більшою була різниця між росіянами і українцями з погляду соціальної структури. Українці являли собою мало здиференційовану селянську масу, росіяни — здиференційовану суспільність. З сільського господарства жило 51,8 % всіх росіян (українців — 90,7 %), з промисловості — 20,0 (українців — 3,8 %), з торгівлі — 3,3 % (0,8 %), на службовців припадало 12,2 % (2,6 %), на ін. професії 12,7 (2,1 %).
Росіяни були краще освічені, ніж українці: 1926 на 100 осіб у віці від 5 років і вище письменними були: серед росіян 76,5 чоловіків, 51,2 жінок; відпопідні числа для українців — 66,5 і 32,5. Кількість учнів, що вчилися в початкових школах з рос. мовою навчання становила 1927 — 14,1 % всіх учнів (відсоток росіян в Україні — 8,4), у школах проф. освіти — 16,0 %, у технікумах — 14,7 %, на робітфаках — 21,5 %. Подібні відносини існували й у сер. 1930-х pp.: 1936 росіяни становили у вузах 15,4 %, технікумах — 10,3 %, на робітфаках — 16,2 %.
1926 значна кількість росіян в УРСР народилася за її межами, тобто була зайшлим елементом — 779 200 осіб, які нар. в РРФСР (без Казахської і Киргизької АССР), 112500 в ін. респ.; з цих прибульців (в основному Р.) 70 % оселилося в м., 30 % у с., 271 000 на Донбасі. Т. ч. приблизно 25 % росіян в УРСР це зайшла людність — у м. ⅓, в с. бл. 15 %, на Донбасі понад ⅓. Постійний приплив росіян в Україну при одночасній еміграції українців за межі, УРСР — це гол. причина збільшення відсотка росіян. Значно менше значення мав нерівномірний природний приріст людности, що був вищий в українців.
У результаті продовжуваної у 1923 — 32 українізації рос. потенціал в Україні зменшився: частина росіян повернулася до Росії, частина асимілювалася в укр. оточенні, а ще ін. частина українців, зрусифікованих царатом, повернулася до українства. Значно зменшилося число росіян на керівних посадах у всіх ділянках життя. Так, участь росіян в адміністративному апараті на 1928-29 (у %) була така. (у дужках участь українців): сільради — 5,1 (87,9), селищні ради — 20,9 (50,9), міські ради — 23,9 (50,4); на районових з'їздах — 7,9 (82,9), окружних рад — 14,5 (68,6); участь в членстві КП(б)У — 27,5 (52,0), ЛКСМУ — 17,1 (64,1).

#### 1933—1989 роки

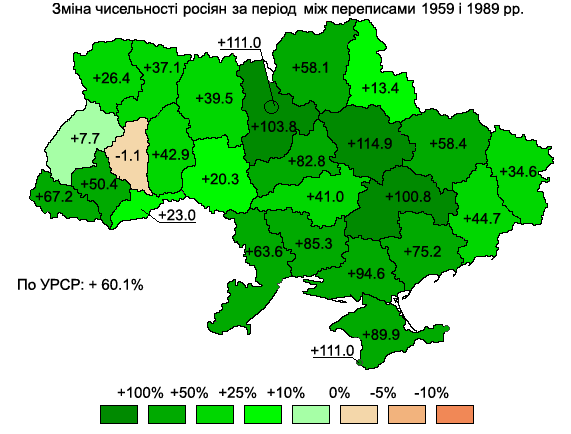
Зміна чисельності росіян за період між переписами 1959—1989 рр.

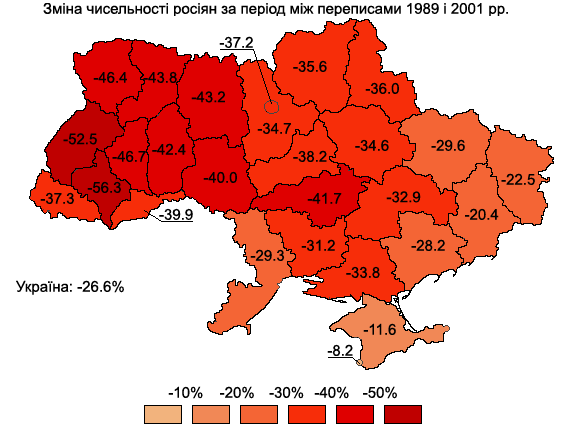
Зміна чисельності росіян за період між переписами 1989—2001 рр.

Процес зростання українського елементу коштом зменшення російського припинився від 1933 з розгромом українського відродження, відомим під назвою «постишевщини». Офіційно закінчення цього періоду зафіксоване 17 з'їздом ВКП(б) (26. 1 — 10. 2. 1934), на якому Й. Сталін проголосив український націоналізм «головною небезпекою». На цей час припадає демографічна катастрофа, спричинена большевицькою економічною політикою у 1932-36 (голодомор і фізичне знищення, заслання приблизно 1 — 2 млн). Але українство в основному зберегло надані у 1920-х pp. позиції аж до другої світової війни, та певну їх кількість після.
Сучасна етнічна група росіян в Україні сформувалася переважно завдяки міграції росіян з близьких до України губерній Росії від кінця XIX ст. до середини ХХ ст. та організованих російською та радянською владою масових переселень росіян на місце вимерлих українців і представників інших етнічних груп після голодів та голодоморів 1921–1923, 1932–1933 та 1946–1947 років, а також після депортацій українців , кримських татар, поляків, чехів, німців та представників інших національностей. Хоча, варто зазначити що значна частка росіян переселених на території УСРР у 1934-36 рр. повернулися на батьківщину, через жахливі умови на спустошених голодомором територіях. Значний вплив справила також евакуація тисяч підприємств та їх працівників 1941 року, багато із яких не повернулись в Україну. Ще одна хвиля міграції росіян розпочалася після звільнення України від німецько-фашистських загарбників в 1945 році, коли за «оргнабором» вирушила велика кількість росіян, та людей інших національностей, брати участь у відновленні зруйнованої республіки.
Багато молоді з України поїхало на «освоєння цілинних земель» у 1954—1955 рр.. Також часто молодих українських фахівців спрямовували на роботу у Росію. Натомість до України прибувало багато росіян — на новозбудовані фабрики й заводи, на обсадження партійного й державного апарату, як фахові інженерно-технічні й науково-культурні кадри, пенсіонери тощо. В результаті цих процесів відсоток росіян в УРСР (у нових кордонах) збільшився вдвічі за 1927-59 pp., (Відсоток українців лише незначно підвищився, натомість відсоток національних меншостей (без росіян) обнизився від 16,5 до 6,3 (див. стор. 1 733-35). Цей процес, хоч дещо слабше, триває й далі. Між 1959 і 1970 відсоток українців знизився від 76,81 до 74,9, а відсоток росіян зріс від 16,9 до 19,4. Зміну числа росіян в УРСР видно з табл. (у тис. і у дужках у % всього населення).
|             | 1926         | 1959         | 1970         |
| ----------- | ------------ | ------------ | ------------ |
| усіх росіян | 3 055 (8,1)  | 7 091 (16,9) | 9126 (19,4)  |
| у містах    | 1 625 (22,2) | 5 726 (29,9) | 7 712 (30,2) |
| у селах     | 1 430 (5,2)  | 1 365 (6,0)  | 1 414 (6,6)  |

Як і історично, росіяни здебільшого мешкали у містах: 1970 — 64,5 % (українців — 45,6 %). Вони переважали у містах південного сходу найбільш індустріалізованої частини України (у містах Донбасу, Дніпропетровського промислового району і Харківської області росіяни становили аж 60 % всіх росіян в УРСР).
Проте в селах відсоток росіян залишався той самий — 5-6 % (українців 89-90 %), то у містах він становив 30,2 % (українців 63,5 %). Сильний приріст росіян (за 1960-70-ті pp. на 29,7*/", українців на 9,8 %; 1926 припадало на 1 000 українців і росіян разом взятих. 1959—180, 1970—206) спричинений іміґраційною політикою влади; за 10-ліття 1960 — 70 в Україну прибуло понад 1 млн росіян, які оселилися в найбільш промислових частинах України.
Ще більше в Україні було зростання осіб, які подали російську мову як рідну. 1926 кількість росіян за мовою становила 4,5 млн (11,9 % всього населення), 1959 — 10,2 (24,4 %), 1970 — 13,3 млн (31,6 %). З 1959 по 1970 роки зростання кількості осіб з російською рідною мовою було в 4,3 рази швидше, ніж зростання кількості осіб з українською рідною мовою. Одночасно відсоток українців, що вважали російську мову за свою рідну, зростав з 4,5 % у 1926 до 6,5 у 1959 і до 8,5 % у 1970.

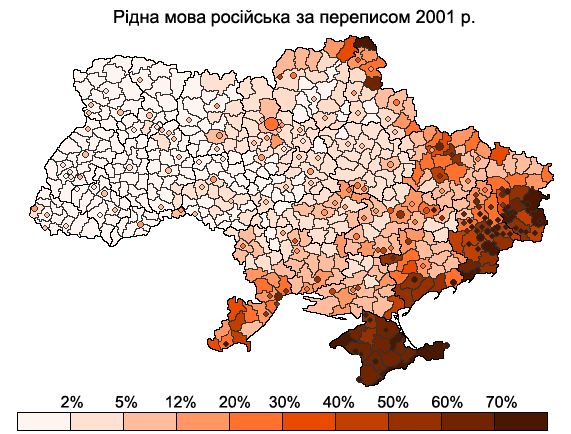
Частка населення, що назвало рідною мовою російську за переписом 2001 р.

Російська меншість в Україні у 1950-1980-х роках, як і за часів Російської імперії мала привілейоване становище в галузі шкільництва, підготовки наукових кадрів, а також у різних ділянках культури. Зростала кількість шкіл з російською мовою навчання, кількість періодичних та друкованих видань російською мовою. Значною мірою, цим процесам сприяла і керуюча партія КПУ: частина діловодства у керівництві КПУ проводилася російською мовою. Провідні центральні та обласні партійні видання КПУ, що виходили українською мовою, мали свої відповідники російською мовою («Правда Украины», «Коммунист Украины», «Рабочая Газета», «Комсомольское Знамя», «Львовская Правда», «Закарпатская Правда», «Южная Правда», «Индустриальное Запорожье» та ін.).

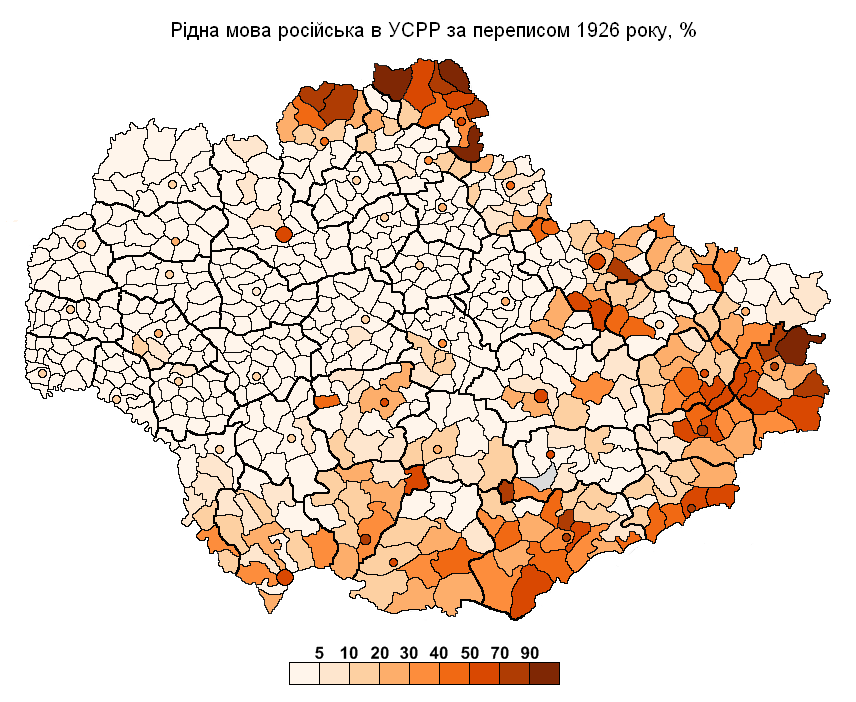
Частка населення, що назвало рідною мовою російську за переписом 1926 р.

1963 р. при будові Київської гідроелектростанції працювало бл. 75 % робітників української національності і 20 % російської, але на керівних посадах було тільки 11 українців і 127 росіян. Уся документація велася там російською мовою.
У 1920-х роках Михайло Волобуєв вимагав автономних прав для роїзвитку укр. екомоніки; письменник Віктор Некрасов у 1960-х і на початку 1970-х pp. виступав на оборону діячів українського опору. Рух опору в СРСР 1960-70-х pp. знайшов собі прихильників також серед частини росіян в Україні.

### З 1989 року
Починаючи з кінця 1980-х років — початку Перебудови, пробудження національної самосвідомості українців, а особливо — з утвердженням 1991 р. незалежності, спричинило зменшення числа росіян. Причинами були по-перше, повернення частини росіян у Росію, по-друге, виїзд частини росіян у країни Заходу, по-третє, суто демографічні причини, по-четверте, зростання самосвідомості українців — частина українців при переписах 1970, 1989 років вказувала свою національність як «росіяни», але після 1991 р. майже усі вони знову почали ідентифікувати себе як українці. Тож перепис 2001 р. показав зменшення числа росіян на 3 мільйони.
Найбільше кількість росіян скоротилася у областях Західної України — Волинська область з 46 900 до 25 132, Закарпатська з 49 458 до 30 993, Івано-Франківська з 57 005 до 24 925, Львівська з 195 116 до 92 565, Рівненська з 53 634 до 30 129, Тернопільська з 26 610 до 14 194, Чернівецька з 63 066 до 37 881. У Вінницькій, Хмельницькій, Житомирській, Черкаській, Чернігівській, Київській областях кількість росіян скоротилася на 30 — 50 % — найбільше у Житомирській — з 121 443 до 68 851 осіб.
Чисельність та частка росіян у населенні регіонів України за даними перепису 2001 р.
|                           | населення | росіян    | % населення регіону | % чисельності росіян в Україні |
| ------------------------- | --------- | --------- | ------------------- | ------------------------------ |
| Донецька область          | 4 825 563 | 1 844 399 | 38,2 %              | 22,1 %                         |
| Автономна Республіка Крим | 2 024 056 | 1 180 441 | 58,3 %              | 14,2 %                         |
| Луганська область         | 2 540 191 | 991 825   | 39,0 %              | 11,9 %                         |
| Харківська область        | 2 895 813 | 742 025   | 25,6 %              | 8,9 %                          |
| Дніпропетровська область  | 3 561 224 | 627 531   | 17,6 %              | 7,5 %                          |
| Одеська область           | 2 455 666 | 508 537   | 20,7 %              | 6,1 %                          |
| Запорізька область        | 1 926 810 | 476 748   | 24,7 %              | 5,7 %                          |
| Київ                      | 2 566 953 | 337 323   | 13,1 %              | 4,0 %                          |
| Севастополь               | 377 153   | 269 953   | 71,6 %              | 3,2 %                          |
| Миколаївська область      | 1 262 899 | 177 530   | 14,1 %              | 2,1 %                          |
| Херсонська область        | 1 172 689 | 165 211   | 14,1 %              | 2,0 %                          |
| Сумська область           | 1 296 763 | 121 655   | 9,4 %               | 1,5 %                          |
| Полтавська область        | 1 621 207 | 117 071   | 7,2 %               | 1,4 %                          |
| Київська область          | 1 821 061 | 109 322   | 6,0 %               | 1,3 %                          |
| Львівська область         | 2 605 956 | 92 565    | 3,6 %               | 1,1 %                          |
| Кіровоградська область    | 1 125 704 | 83 929    | 7,5 %               | 1,0 %                          |
| Черкаська область         | 1 398 313 | 75 577    | 5,4 %               | 0,9 %                          |
| Житомирська область       | 1 389 293 | 68 851    | 5,0 %               | 0,8 %                          |
| Вінницька область         | 1 763 944 | 67 501    | 3,8 %               | 0,8 %                          |
| Чернігівська область      | 1 236 065 | 62 207    | 5,0 %               | 0,7 %                          |
| Хмельницька область       | 1 426 649 | 50 686    | 3,6 %               | 0,6 %                          |
| Чернівецька область       | 919 028   | 37 881    | 4,1 %               | 0,5 %                          |
| Закарпатська область      | 1 254 614 | 30 993    | 2,5 %               | 0,4 %                          |
| Рівненська область        | 1 171 445 | 30 129    | 2,6 %               | 0,4 %                          |
| Волинська область         | 1 057 214 | 25 132    | 2,4 %               | 0,3 %                          |
| Івано-Франківська область | 1 406 129 | 24 925    | 1,8 %               | 0,3 %                          |
| Тернопільська область     | 1 138 500 | 14 194    | 1,2 %               | 0,2 %                          |

### Динаміка чисельності

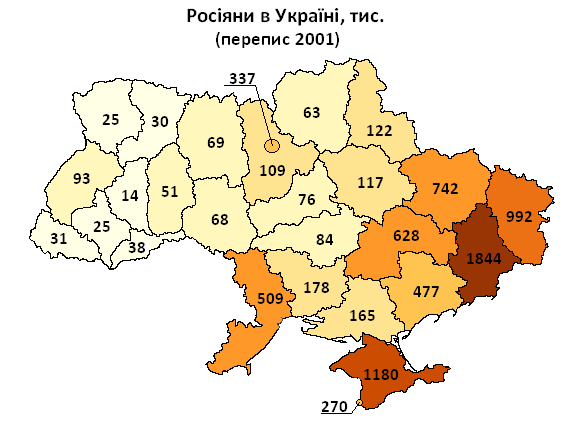
Чисельність росіян в Україні за регіонами за переписом 2001 року

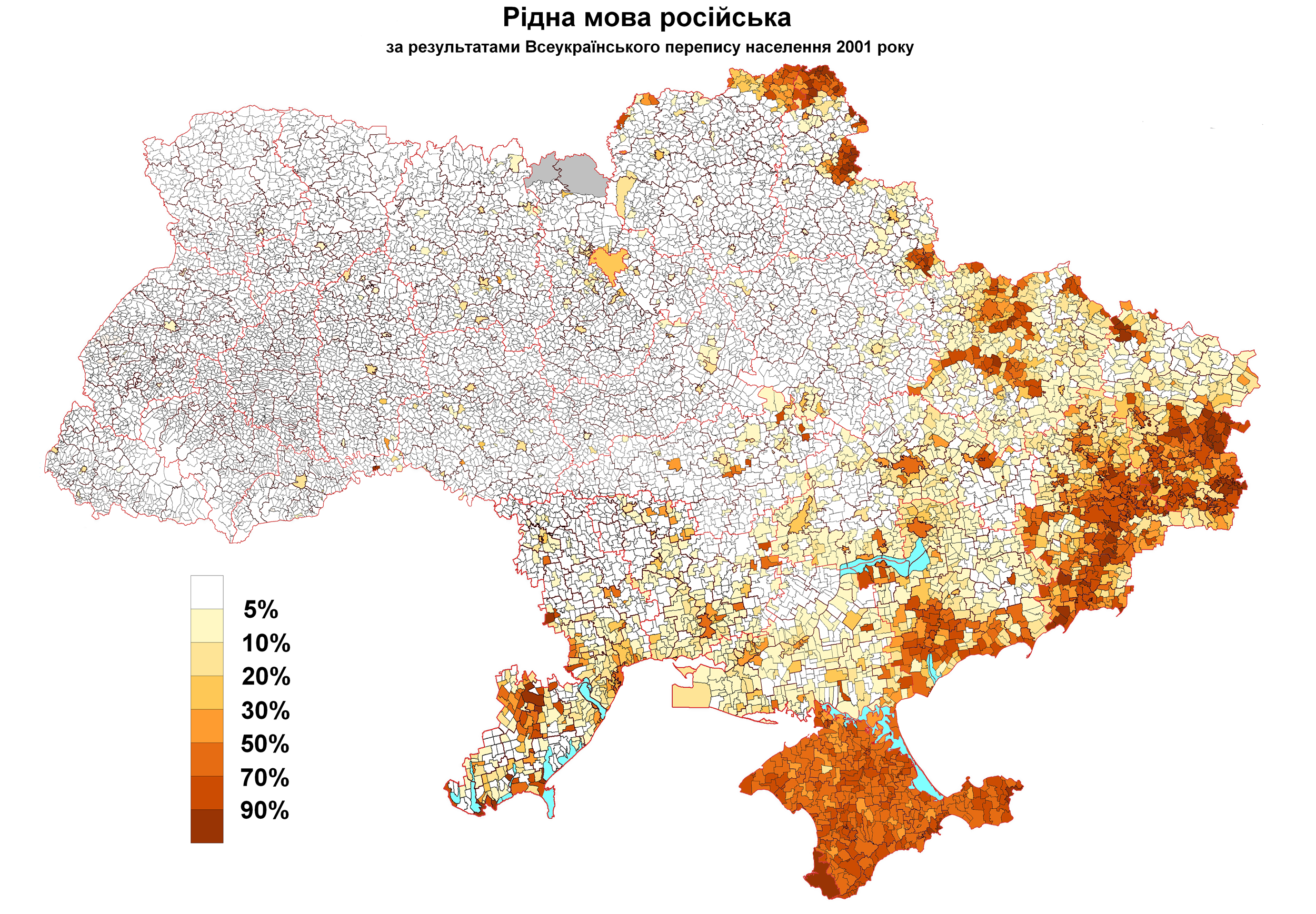
Частка населення сільських, селищних та міських рад, що назвало рідною мовою російську за переписом 2001 року

| Рік  | Чисельність, тис. | Частка,% |
| ---- | ----------------- | -------- |
| 1795 | 249               | 2,4 %    |
| 1858 | 458               | 3,5 %    |
| 1926 | 2707              | 7,3 %    |
| 1939 | 4886              | 11,8 %   |
| 1959 | 7091              | 16,9 %   |
| 1970 | 9126              | 19,4 %   |
| 1979 | 10472             | 21,1 %   |
| 1989 | 11346             | 22,1 %   |
| 2001 | 8334              | 17,3 %   |

## Мова
За переписом 2001 року, серед росіян України вказали на вільне володіння мовами:
- російською — 98,9 %
- українською — 58,8 %